# Mariusz Trzópek
Mariusz Trzópek (ur. 26 listopada 1977) – polski hokeista, reprezentant Polski.

## Kariera
- Podhale Nowy Targ (wychowanek)
- Olimpia (1996-1997)
- KTH Krynica (1998-1999)
- GKS Tychy (2001-2003)

Wychowanek Podhala Nowy Targ. W sezonie 1997/1998 grał w KTH Krynica. Przez kilka sezonów występował w GKS Tychy. Podczas kariery odniósł groźną kontuzję głowy po uderzeniu w pleksę okalającą lodowisko. Zakończył profesjonalną karierę zawodniczą przed 2005.
W barwach reprezentacji Polski do lat 18 uczestniczył w turniejach mistrzostw Europy juniorów w 1994 (Grupa A), 1995 (Grupa B). W barwach reprezentacji Polski do lat 20 uczestniczył w turnieju mistrzostw świata juniorów do lat 20 w 1997 (Grupa A, kapitan kadry). Uczestniczył w turnieju hokejowym na Zimowej Uniwersjadzie 1997. W barwach seniorskiej reprezentacji Polski uczestniczył w turnieju mistrzostw świata w 1999 (Grupa B).
Po zakończeniu czynnej kariery zawodniczej występował w amatorskiej drużynie polonijnej w Stanach Zjednoczonych wspólnie z innymi byłymi polskimi hokeistami. Został zawodnikiem TS Old Boys Podhale, w 2014 zdobył z drużyną złoty medal mistrzostw Polski oldbojów.

## Sukcesy
Klubowe
- Puchar Polski: 2001 z GKS Tychy
- Brązowy medal mistrzostw Polski: 2002 z GKS Tychy